# 酒々井プレミアム・アウトレット
酒々井プレミアム・アウトレット（しすいプレミアム・アウトレット、英文名称：Shisui Premium Outlets）は、千葉県印旛郡酒々井町飯積にあるアウトレットモールである。2013年4月19日開業。三菱地所グループの三菱地所・サイモンが運営する。

## 概要

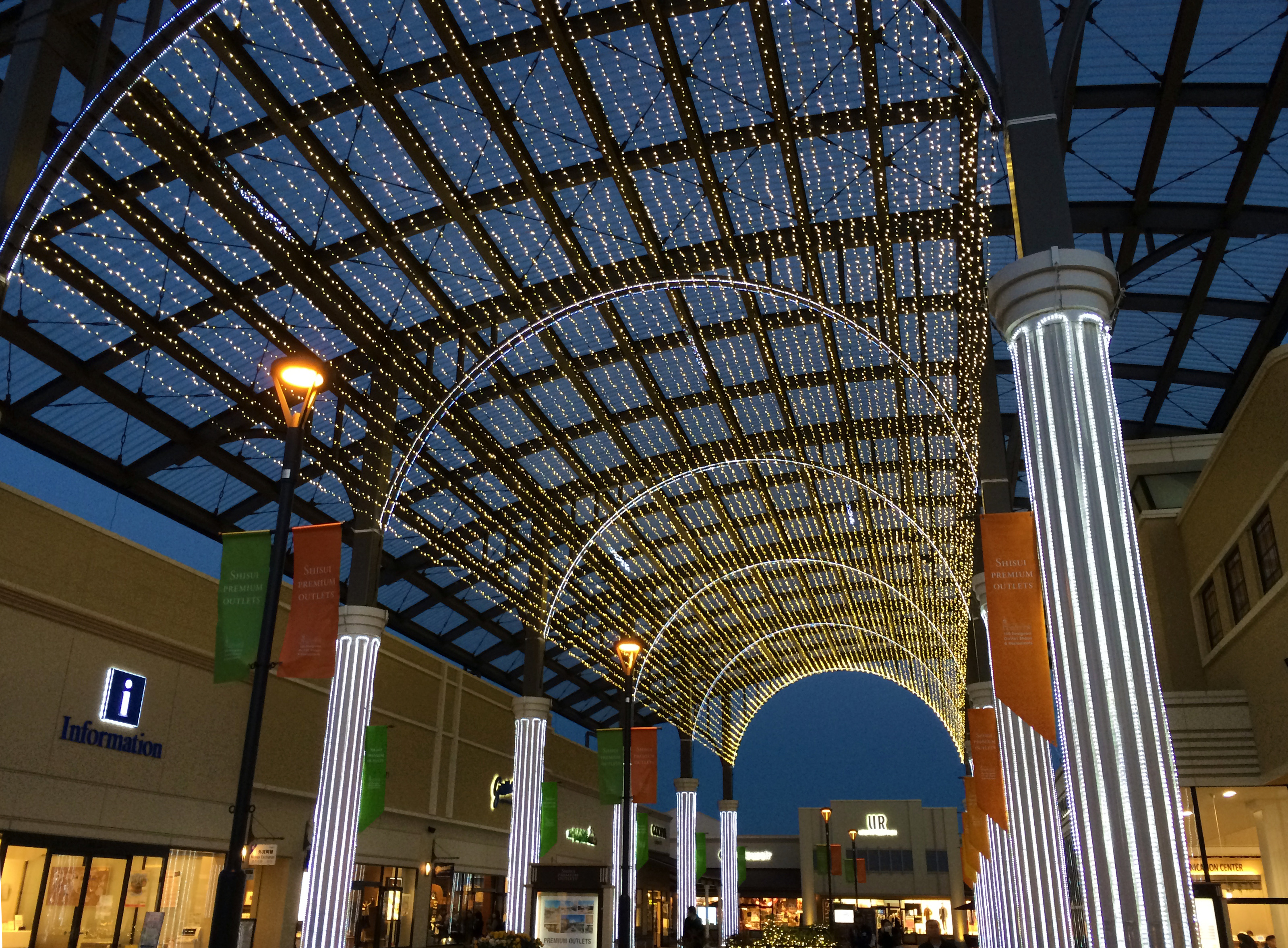
冬季イルミネーション期間

「プレミアム・アウトレット」としては日本で9番目（首都圏ではあみプレミアム・アウトレットに次ぐ3番目）の施設となる。
2013年（平成25年）4月10日に供用開始された東関東自動車道・酒々井インターチェンジから約1キロメートル地点にある酒々井町飯積に開業。成田国際空港から車で約10分程度と近い位置にあるため、訪日観光客をターゲットにしたサービス展開も行っている。
関西国際空港近くにも「りんくうプレミアム・アウトレット」があり、東西の国際空港近隣に出店することとなった。訪日観光客がよく利用する所謂「ゴールデンルート」と称される関西国際空港 - 大阪 - 京都 - 名古屋 - 富士山 - 箱根 - 東京 - 成田 - 成田国際空港（またはその逆）訪日観光コース上の新たな施設となる。
2013年6月、酒々井町議会行政報告によると、三菱地所・サイモンは隣接するUR都市再生機構所有地を増床用の土地として約22ヘクタールの借地権を落札。成田空港から10分、東京都心から約50分の好立地であり、経営会社は「旗艦店に育てたい」としている。

## 店舗
初期オープン時点では121店舗。

## 沿革
- 2013年4月19日 - 開業（計121店舗。駐車場：3,500台）[2]。ただし、19日のみ12:00の開業。
- 2015年4月17日 - 第二期パワーアップオープン（62店舗増の計183店舗。駐車場：4,200台）
- 2018年9月28日 - 第三期パワーアップオープン（29店舗増の計213店舗。駐車場：5,000台）

## 交通

### 自動車
東関東自動車道「酒々井IC」から約1.0キロメートル。

### 公共交通機関
下記のバスはいずれも京成グループのちばグリーンバス、千葉交通、ちばフラワーバスにより運行される。
- 高速バス
  - バスターミナル東京八重洲および銚子市・香取市（小見川・佐原）・神崎町方面から高速バス「利根ライナー号」を利用（千葉交通が運行）。下り8本、上り9本のみ酒々井プレミアム・アウトレットを経由する。浜松町バスターミナル・東京駅 - 酒々井プレミアム・アウトレット間に対しては、「アウトレットエクスプレス 酒々井」という愛称がつけられている。
  - 成田空港（第1・第2ターミナル両方）から高速バス「アウトレットシャトル」（2013年4月19日運行開始、千葉交通が運行）。
- 路線バス
  - 京成酒々井駅 - JR酒々井駅 - 酒々井プレミアム・アウトレット - 酒々井温泉（ちばグリーンバス）
2013年5月7日より路線バスとして運行しているが、JR・京成両駅とアウトレット以外のバス停は設定されておらず、実質的に直行バスである。
2015年12月5日より土休日のみ酒々井温泉まで延長
2016年10月17日より途中に『酒々井町役場』、『墨』バス停開設（土曜休日は全便通過）

#### 酒々井プレミアム・アウトレット バス乗り場
- 1番のりば：（高速バス）成田空港行き
- 2番のりば：JR酒々井駅・京成酒々井駅行き
- 3番のりば：（高速バス）バスターミナル東京八重洲行き
- 4番のりば：酒々井温泉行き、（高速バス）発酵の里こうざき・佐原駅・小見川・銚子駅・銚子市内方面
- 八街市ふれあいバス＜北コース＞：榎戸駅・八街駅方面